# 江南案
江南案是中華民國國防部情報局主導，在美國實行的一場刺殺行動。發生於1984年10月15日，华裔美籍作家劉宜良（筆名「江南」），在美國加州遭到中華民國國防部情報局吸收的台灣黑道竹聯幫份子刺殺身亡。次年內情曝光後台美關係頓時緊張，中華民國政府雖然承認江南案為情報局官員主使的「秘密制裁」，但仍強調本案乃情報局官員獨斷專行所致，非總統蔣經國授意，並逮捕了情報局長汪希苓、副局長胡儀敏、第三處副處長陳虎門等人。

## 始末

### 槍殺
1984年，中華民國國防部情報局吸收的台灣竹聯幫首任總堂主陳啟禮，受派於8月14日至18日在該局菁山營區以化名「鄭泰成」完成訓練後，率該幫總護法吳敦於九月初赴美，會合已於一個月前先扺美國的忠堂堂主董桂森，共同執行代號「鋤奸計畫」的「制裁令」。10月10日，三人找到住在加州戴利城的劉宜良，进行跟踪。10月15日上午九點，當劉宜良在住處吃完早餐，到樓下準備開車前往舊金山漁人碼頭的禮品店時，被早已事先埋伏的三人借機暗殺。董桂森先持左輪手槍朝劉宜良眉心開了一槍，劉當場倒斃，吳敦再依標準程序朝劉的胸部、腹部補開了二槍確認。三人在結束任務後，依原計畫逃回台灣。陳啟禮返回台湾後不久，便因當年11月12日展開的「一清專案」掃黑行動而被逮捕。

### 案情延燒影響中華民國與美國之間的關係
為了逮捕凶手，美國聯邦調查局對此跨境犯罪進行調查，並於1984年11月27日宣告破案，美國政府通知駐美代表，要求逮捕陳啟禮等三人歸案:342。1985年1月10日，美國國務院告知國民黨政府，聯邦調查局已對中華民國情治單位監聽的電話錄音，找到陳啟禮作案後回報情報局的電話，且返台後又有幾位情報局代表接機等證據:343，證實情報局介入此事。為此，美國國務院對此事件表達嚴重關切，因為國外情報機構公然派殺手到美國本土刺殺美國公民，使得兩國關係陷入緊張，美國國務院也不斷提示本案將影響對台軍售，給國民黨政府施加強大壓力:343。

### 相關人士案件審訊
1985年1月12日，蔣經國下令逮捕軍事情報局長汪希苓、副局長胡儀敏、第三處副處長陳虎門，要求徹查此案。1月13日，中央社發佈消息，承認情報局官員捲入「江南命案」。由於涉及美國公民死亡，同月底，由聯邦調查局探員劉善謙（Anthony Lau）、Vincent Lugnai及戴利城警局副警監湯瑪斯·李斯（Thomas Reese）組成的三人調查小組抵達台灣，與嫌犯陳啟禮及吳敦晤談3天，後於1月26日返美。2月7日，美方再要求將嫌犯引渡至美國受審，但蔣經國擔心將引起不堪的政治後果而加以婉拒:346
3月1日，陳啟禮的手下張安樂（綽號白狼），偕同一位替陳啟禮保管錄音帶，匿名「背影」之人士，出席洛杉磯台灣人社團所召開的「江南命案演講座談會」，宣佈「蔣孝武就是謀殺江南的元凶。」

### 中華民國政府的反應
1985年7月1日，時任中華民國總統蔣經國下令取消「國防部情報局」編制，將該局業務與国防部特种军事情报室（1958年由国防部第二厅改组而成）合併，另組「軍事情報局」，由參謀總長郝柏村上將負責指揮。該局局長由原陸軍第八軍團司令部司令盧光義中將擔任。此後，情治系统出身的情报人员不得升任局长，情治首長出缺時，皆以軍事將領接任而不提拔情治系統人士。劉宜良遺孀崔蓉芝，在美國控告中華民國政府，1990年獲得賠償145萬美元和解。

### 案後各當事人情況
江南命案，震撼太平洋兩岸，被張安樂指涉案的蔣孝武之後被外放日本和新加坡，逐漸淡出政府決策的核心。
崔蓉芝後來嫁給資深新聞媒體人陸鏗，2007年初曾隨陸鏗回雲南老家探親；2008年再一同返回美國，同年陸鏗病逝。
董桂森則潛逃海外，後於巴西被捕，引渡到美國。1991年2月，在美國賓州路易斯堡聯邦監獄鬥毆事件中被華青幫殺手刺殺身亡，但華青幫從不承認有這件事，甚至還將這件案子直指是美鷹會因黑道利益所做的。
陳啟禮與參與刺殺的吳敦等涉案人員均被判無期徒刑，兩人被監禁6年多即減刑出獄。吳敦等人2004年出獄後上談話節目，分享坐牢經驗時說，因為其與陳啟禮暗殺劉江南的「愛國」行為，享受在獄中有菸抽、有電磁爐可煮龍蝦，一般囚犯所無的特權生活。
汪希苓、儀敏、陳虎門等三人經兩次減刑後，服刑六年餘假釋出獄。

## 原因
早期看法認為主謀可能是蔣經國或蔣家人，近期看法傾向蔣經國跟蔣家人未必是主謀甚至最初指控蔣孝武涉入案件的張安樂也承認冤枉了蔣孝武。目前看法多數認為主要策畫者是情報局的高層，刺殺理由是情報局研判認為江南背叛情報局，為中共效力。之後的資訊顯示，江南可能是與中華民國、中共、美國三方的情報系統都有接觸的三面間諜或者說線民。

### 劉宜良遺孀－崔蓉芝說法
劉宜良遺孀崔蓉芝堅稱「江南」之死必然與蔣經國有關，並因此指稱事件並沒有水落石出，否認劉宜良涉及情報工作。崔蓉芝堅稱：「劉宜良因著《蔣經國傳》且即將動手寫《吳國楨傳》，而被蔣孝武指使情治單位派人所殺害。」

### 劉宜良好友－陳治平說法
陳治平是江南被槍擊時，第一個趕赴案發現場的江南好友之一。根據他的看法：特務系統太過龐大，蔣經國因健康因素未必能控制，江南案原因恐怕在於特務機關自作主張自己做主去咬人了。事發後阮大方也以事情因己而起、過意不去，組成了「江南委員會」，間接促成案件偵破。

### 當事人說法
汪希苓在回應如果事情重來是否還會下令制裁江南時回答，要看是什麼局勢，看對國家是不是有利，這是最主要的考量。陳虎門則認為，當時這樣做是對的，他身為軍人、尤其是情報幹部，只是做了職責該做的事，他個人沒有一絲後悔，希望對國家盡應盡的責任。

#### 前情報局局長－汪希苓
汪希苓在新書《破局》中談到，江南案的5大原因，其中包括劉宜良想寫宋美齡一段不實緋聞。書中談到，蔣經國極為欣賞與器重汪希苓，希望汪先到情報局，以後再派到安全局，此話傳到汪敬煦耳裡，埋下「兩汪」不合種子，汪敬煦甚至借江南案惡鬥汪希苓。在制裁行動完成後，國安局瞞著情報局，發動「一清專案」逮捕陳啟禮，並立即通知美國聯邦調查局「已經捕獲槍殺劉宜良的兇手」，使得江南案就此曝光，汪希苓、前情報局副局長胡儀敏、前情報局第三處副處長陳虎門被停職收押接受調查。其中，江南案暴露最高情治單位首長、時任國家安全局長汪敬煦奉國防部命令，下令竹聯幫主陳啟禮執行制裁拿情報局錢、卻出賣中華民國台北政權利益的劉宜良。後來在美國強力施壓下，蔣經國經過2個月長考，才決定法辦汪希苓等人。
汪希苓在書中談到制裁劉宜良的5大原因，除了劉宜良長期在海外詆毀蔣經國形象、當美中台三面諜外，還有一個原因是劉宜良當時正著手撰寫《宋美齡傳》，要炒抗戰時期，美國前總統羅斯福特使威爾基訪問重慶期間與宋美齡有一夜情的不實冷飯。當時美國媒體對此已有報導，宋美齡提告後，美國媒體已正式公開道歉。汪希苓說，「美國已說這是造謠，再去寫，不是故意是什麼」，不知情的一般人會信以為真，但這個情報他沒有呈報，也沒有跟蔣經國報告。書中提到，這是必須制裁劉宜良，又不願公開的重要原因。媒體追問，「制裁」決定的最高層次是汪敬煦或更高的人知道？汪希苓只表示，書裡有寫。

#### 前情報局副處長－陳虎門
陳虎門出獄後，曾接受記者採訪指出，當時劉宜良身為情報局在美工作人員，曾表示要推介其策反的中共幹部崔陣，情報局派出第五處盧梓宏上校及第二處廖文中上校兩人赴美與他們見面。 大家在三藩市一處餐廳見面後，盧和廖兩人發現崔陣的身份頗有可疑之處，「江南」又語多閃爍。更重要的是，他們發現餐廳內竟有人偷拍他們的照片。由於在此之前，已經發生過多次「江南」提供中共情資，結果卻在比對資料時發現有誤，此次再發生洩露我方人員行蹤的可疑狀況。因此前述兩人回臺之後立刻提呈報告，詳細列數前述事項，並且建議局方採取「斷然手段」處理，汪希苓於是下達制裁令，由陳虎門主簽決定「制裁」劉宜良。執行者就由正在陳虎門手下受訓的陳啟禮、帥岳峰兩人負責。
陳虎門說：「……外面的人說，制裁『江南』是因為他寫了《蔣經國傳》或是即將動手寫《吳國楨傳》，這都是沒有的事，案子是我簽報的，我會不知道？……」。
陳虎門表示：「情報局的行動就只有兩種，一是『制裁』，另一是『破壞』，所以『制裁』的意義是很清楚的。至於當年在庭上所提出的『教訓』說法。」陳虎門笑著說，「我們當年在庭上說的都是真話，就只有這個所謂『教訓』是假的，主要是因為當時的時空環境，不得不顧及大體。其實我們制裁叛逆，有什麼不可以？」
陳虎門表示：「當時因為『江南』拿了我方（台北政府）的錢，結果也幫對方（北京政府）作事，才決定要制裁雙面間諜。不過他也承認我方一直是到案發後，美方調查人員抵臺，才發現原來劉宜良同時也是聯邦調查局線民。」
他說：「我們（指情報局）如果事先就知道他也是為美國聯邦調查局做事，可能就會慎重考慮了」。
陳虎門也證實了江南是中華民國情報處的體制外的編外人員，但提供的情資很多都假的，不只假的甚至有疑似陷害中華民國情報員的行為，也導致了決定了最終「制裁」的行動。陳虎門也認為這起事件應該是其長官汪先生下令的，跟政府更高層無關，因為情報機關有一定的自主權不需要事事請示上級。

### 前國安局長－汪敬煦的回憶錄
「民國七十三年元月，政府決心清除流氓，警政單位再三重申限期自動辦理登記……有人透露消息給竹聯幫首腦陳啟禮，要他一定要去登記；但是陳啟禮因竹聯幫涉及多起殺人、勒贖案不敢去登記，為逃避掃黑，試圖投靠情治單位藉以脫罪，於是找上曾任老總統侍從、與官邸關係頗深的情報局局長汪希苓……陳啟禮想了一個點子，於七十三年六、七月間，由陳立夫和蔣緯國作東，邀請我、警備總司令陳守山、汪希苓、調查局長阮成章等人聚餐……當天我讓國安局主祕代表赴宴，陳守山、阮成章等也未參加。 
同年七月廿八日，陳啟禮請電影導演白景瑞出面再次邀請我、蔣緯國、汪希苓、林文禮……等人聚餐，我仍未參加，陳啟禮私下向汪希苓表示願為國家做事的意願。八月二日，陳啟禮赴情報局永康街招待所餐敘……八月十四日陳啟禮化名鄭泰成前往情報局訓練中心講習四天半……九月初陳啟禮偕吳敦赴美……聯繫董桂森，三人共同謀議（刺殺江南）……但因陳等對美國環境不甚熟悉，事後作案車子等工具又棄置於現場，到處留下破綻，因此美方立即循線查獲……十一月十二日，政府實施一清專案，陳啟禮因組織不良幫派涉嫌叛亂，為警總簽發拘票交警局拘提到案。」

### 竹聯幫

#### 張安樂說法
1985年3月間，當時在美國的張安樂，出席一場座談會時，公布江南案相關細節，但最後因涉及毒品交易罪遭美國政府判刑入獄10年。《竹聯幫興衰始末》之一段記載了他對於江南案的回應：「國民黨連幫派都不如，幫派至少講點道義，國民黨卻過河拆橋，翻臉不認人。」而張因透露江南案部分消息，並於其中杜撰許多未發生之情節，遭陳啟禮所不齒，認為其「背叛國家及幫派」。
當時，竹聯幫張安樂指控蔣孝武可能是幕後主使。後來張安樂表示，當時用圍魏救趙的策略故意說還有一卷錄音帶指控蔣孝武，但後來張安樂也承認其實是冤枉了蔣孝武。
名嘴王瑞德在節目中表示，該書裡面包括張安樂先生在當時接受美國CBS跟平面華文的報紙採訪，而其中有一段張先生已經承認是他杜撰的：這卷錄音帶是陳啟禮和蔣孝武談的時候錄音的，錄音帶裡面是蔣孝武自己的聲音，這一段是杜撰的；因為當時想把層級拉高一點才能救陳啟禮與董桂森。

#### 柳茂川說法
自稱策劃江南案的人叫柳茂川兀自說起作家江南寫《蔣經國傳》開罪了蔣孝武，蔣孝武如何吸收陳啟禮，派陳啟禮赴美行凶，而他又是如何陪陳啟禮去舊金山江南住處勘查地形、規劃槍殺和逃亡路線，但陳啟禮臨時起意，調來了吳敦和董桂森，擊斃江南。事發後他跟陳啟禮說此事已涉及國民黨高層權力鬥爭，陳啟禮隨時可能會被滅口，他遂建議陳啟禮錄製自白錄音帶，假使他日出事，可當呈堂證供，保住一條命。
1981年，國民黨江浙派、軍系元老密謀提拔他參選下一屆中華民國副總統，未料功敗垂成。元老們要他為了身家安全，速速離開台灣，他避居美國，亦逐漸淡出竹聯，誰知又因陳啟禮捲入江南案，「我暫居美國，可是有個人還是不太放心，誰呢？蔣孝武。他覬覦大位，我自己一個人沒什麼，可是我後面的江浙派跟國民黨各派系力量是很大的，所以，他其實是利用江南案來消滅掉我。」他稱蔣孝武當時是國家安全會議執行祕書，身邊簇擁著「太子派」人馬，大權在握。深知他與陳啟禮的關係，借陳啟禮之手，一來可以除掉江南，又能把他拖下水，可謂一石二鳥。1984年，鳥盡弓藏，高層為了消去江南案汙點，啟動一清專案，將台灣各黑幫老大一網打盡，他立刻想辦法把一件單純刑事謀殺案運作成政治事件，保住了陳啟禮一條命，「江南案這個不是我運作的話，就是被蔣孝武做掉了，我等於利用這個案子去扳倒整個國家機器，蔣孝武這個人人品實在太壞了。 」
不過也有了解黑道人士認為柳茂川可能太過誇大，真實性需要進一步查證。江南案相關人士張安樂，向拔京在受訪時也表示柳茂川講的不是事實。

### 郭冠英的觀點
新聞局前駐外官員郭冠英看法跟陳虎門類似，同樣認為情報局懷疑江南背叛，加上情報局長不喜歡江南，最後因為種種原因情報局由懷疑江南背叛變成了確定江南背叛才痛下殺手。
不過郭認為一開始懷疑江南背叛有可能是誤會，是去策反中共官員的我方情報人員誇大了情況，應該進一步確認。

## 評論
江南案是一項臺灣政治的分水嶺。作家柏楊對觀察評道：「蔣家政權，獨裁暴政，到江南案後，才告終結。江南奉獻生命與鮮血，化作壓死暴政的最後一根稻草──證明蔣中正、蔣經國父子的政權，已墮落為赤裸裸的多行不義的權力。」、「江南之死，引起整個政權潰散的骨牌效應。」、「江南是最後被害者，以後蔣氏父子就再也不敢重犯，再也沒有機會重犯了。」
高雄應用科大前校長吳建國於2018年一月發表新書。他在書中認為，蔣經國第一任總統時的作為，相對還是保守，第二任期大刀闊斧推動解嚴與民主化，並宣示蔣家人絕不接任總統，應該是受到十信案、江南案的衝擊，被迫將佈局轉而開放，但這個「破局」卻也使他贏得更高歷史地位。前總統馬英九有不同意見，他認為：蔣經國解除戒嚴不只因為江南案或十信案，而跟當時的兩岸情勢和國際關係有關。
吳建國新書《破局：揭秘！蔣經國晚年權力佈局改變的內幕》中談到，蔣經國晚年臥床治國，反大陸統戰組織「劉少康辦公室」的擅權與擴權、「江南命案」和「十信事件」等，讓他決定順應民意，改變做法，從保守走向開放，奠定台灣民主化基礎。媒體追問，「制裁」決定的最高層次是汪敬熙或更高的人知道？吳建國則說，是國安會秘書長汪道淵與汪敬熙，不過汪希苓認為，汪道淵那時候是不管事的。吳建國在書中指出，蔣經國做出蔣家人不能也不會競選下任總統的宣示，是受了江南命案的影響，情治單位的內鬥，汪敬煦為維護個人權力地位，不惜犧牲國家利益，也使得蔣經國決定重整情治單位，走向民主開放，江南案破了蔣經國原來的布局。

## 參看
- 林宅血案
- 陳文成事件
- 臺灣白色恐怖時期
- 台灣黑金政治
- 被出賣的台灣 (電影)